# Cabrespine
Cabrespine település Franciaországban, Aude megyében. Lakosainak száma 179 fő (2022. január 1.). Cabrespine Castans, Caunes-Minervois, Citou, Fournes-Cabardès, Labastide-Esparbairenque, Lespinassière, Pradelles-Cabardès, Trassanel és Villeneuve-Minervois községekkel határos.

## Népesség
A település népességének változása:
| Lakosok száma | 190  | 192  | 193  | 188  | 168  | 171  | 176  | 171  | 167  | 179  |
|               | 1968 | 1982 | 1990 | 2006 | 2013 | 2015 | 2017 | 2019 | 2020 | 2022 |